# TP S.A. Tower

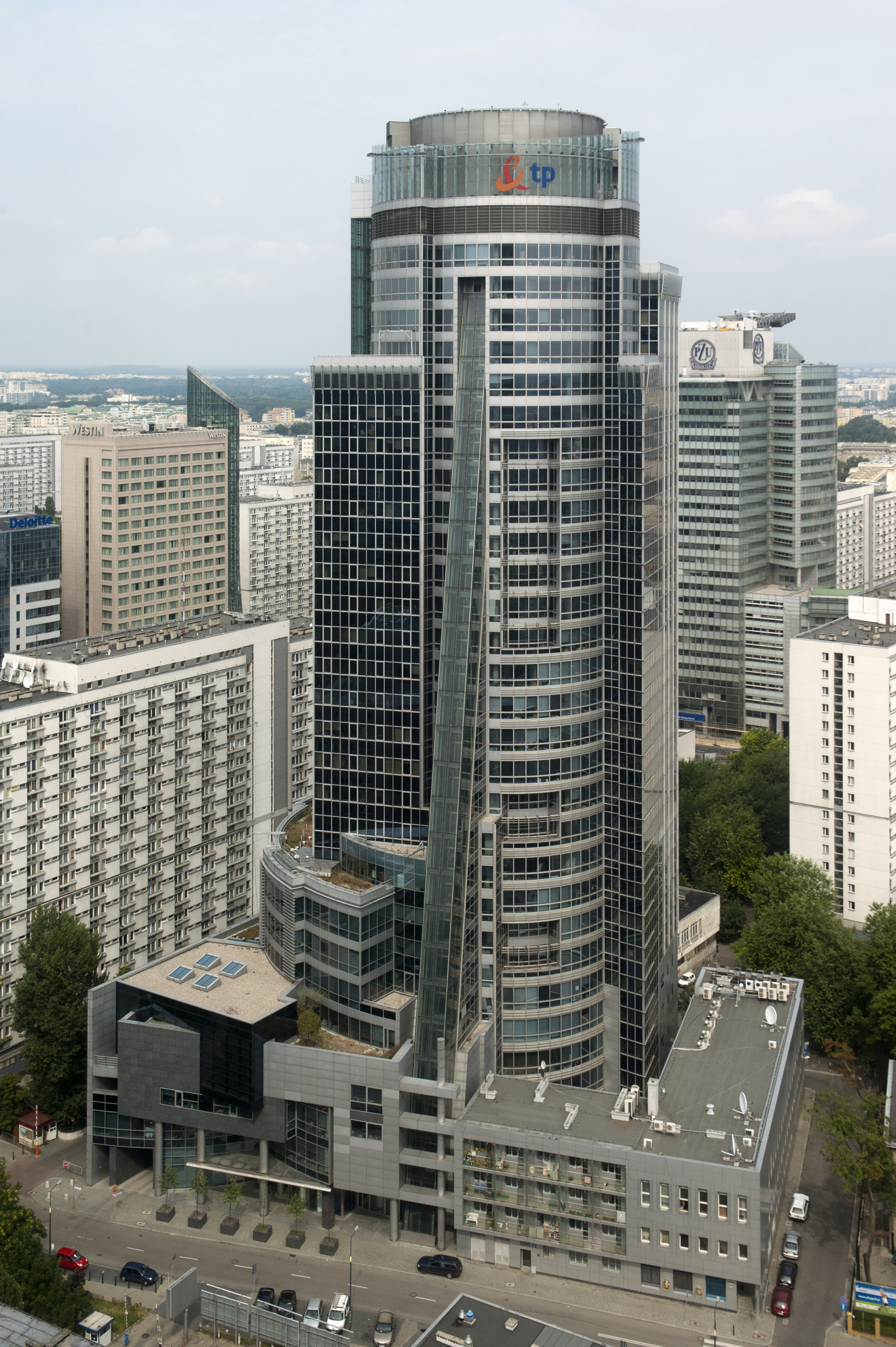
Blick auf das TP S.A.-Hochhaus aus südlicher Richtung; gut erkennbar ist der schräg am Gebäude hochgeführte Aufzug sowie das Logo der Hauptnutzers an der Gebäudeoberkante

Der TP S.A. Tower (auch: Twarda Tower) ist ein Bürohochhaus in Warschau. Er befindet sich im Innenstadtdistrikt an der Ulica Twarda 14/16 und ist nach seinem Hauptnutzer, der polnischen Telefongesellschaft Telekomunikacja Polska, benannt.

## Geschichte
Ursprünglich sollte das Gebäude von dem am 1. August 1997 beauftragten Bauunternehmen PIA Piasecki S.A. bis zum 30. Juni 2002 fertiggestellt sein. Aufgrund finanzieller Probleme des Generalunternehmers kam es zu Verzögerungen und in Folge zu einem Wechsel der bauausführenden Firma. Die PORR übernahm die Fertigstellung nach Unterzeichnung eines Vertrages zu Beginn des Jahres 2003. Im Dezember 2003 konnte das Hochhaus dem Investor übergeben werden. Das Gebäude wurde von Architekten der Büros Apar-Projekt and Arca A&C entworfen. Es scheint aus ineinander gesteckten Zylindern und Kuben zu bestehen. Für die Statik war TMJ Tomasz Ziętała verantwortlich. Der Turm verfügt über 30 ober- und fünf unterirdische Stockwerke, womit er einen 16,5 Meter tiefen Keller und einen 128 Meter hohen Hochbau hat. Insgesamt entstanden so rund 50.000 Quadratmeter Fläche, von denen knapp 42.000 nutzbar sind. Bis zum Bau des InterContinental Warschau war der TP S.A. Tower das Gebäude mit dem tiefsten Kellergeschoss Warschaus. Die Verkleidung des Objektes besteht mehrheitlich aus Glasscheiben, im unteren Bereich wurden polierte Steinplatten montiert. Es gab Überlegungen, auf dem Dach des Gebäudes eine Aussichtsplattform zu errichten, die rund 10 Meter höher als die im 31. Stock des Kulturpalastes gelegene gewesen wäre. Der Tower hätte – auch mit der Nutzung des schrägen Aufzuges – so zu einer Touristenattraktion werden können.
Neben den Büroetagen gibt es im Gebäude auch einige Wohnungen, zwei Restaurants und eine Bar. Außerdem wurde vom Hauptnutzer eine große Telefonzentrale für 60.000 Verbindungen eingebaut.
Im Jahr 2008 verkaufte die TP S.A. das Gebäude, blieb jedoch Mieter. Käufer dieses sowie zweier weiterer von TP S.A. genutzter Bürogebäude in Warschau war die dänische Investmentgruppe Baltic Property Trust Optima, die für die drei Objekte 168 Millionen EUR bezahlte. Die TP S.A. begann damals die Planung zum Bau eines großen Bürokomplexes unter dem Namen „Miasteczko TP“ (auch „Miasteczko Orange“, deutsch: TP-Stadt oder Orange-Stadt), in dem die über viele Warschauer Büroimmobilien verteilten Gesellschaften der Firma gemeinsam untergebracht werden sollen. Diese Anlage wird an den Aleje Jerozolimskie 160 unter dem Developer Bouygues Immobilier errichtet und wurde bereits im November 2011 von der Qatar Holding LCC erworben. Im September 2012 übernahm die Europa Capital LLP den TP S.A. Tower.

## Besonderheiten
Der TP S.A.-Tower weist einige bauliche Besonderheiten auf. So wurde er wegen der Enge des zu bebauenden Grundstücks in der „Top-down“-Technik gebaut, bei der Keller- wie Obergeschosse, von einer Bodenplatte aus, gleichzeitig entstehen. Er war das erste Hochhaus Warschaus, bei der diese Methode angewandt wurde. Auffallend ist der an der Südfassade schräg nach oben laufende, gläserne Fahrstuhl. Er bewegt sich mit einer Geschwindigkeit von 2,5 Metern pro Sekunde auf einer keilförmigen, an das Gebäude angelehnten Nase. Neben diesem Aufzug verkehren im Gebäude weitere sieben Fahrstühle. 
Auf dem Dach befindet sich – auch aus Evakuierungsgründen im Brandfall – ein Hubschrauberlandeplatz, weshalb hier keine Antennenanlage errichtet werden konnte. Eine weitere Kuriosität: Das Gebäude verfügt über kein als solches bezeichnetes 13. Stockwerk. Auf Wunsch von TP S.A.-Mitarbeitern folgt auf das Stockwerk 12 direkt die 14. Etage.
Während der Aushubarbeiten wurde in einer Tiefe von 8 Metern ein 580 Kilogramm schweres Artilleriegeschoss aus dem Zweiten Weltkrieg gefunden. In der polnischen Fernsehserie „39 i pół“ (Komödie des Senders TVN) diente der Turm als Sitz des Unternehmens Fester.